# تقسیمات کشوری اتیوپی
پیش از سال ۱۹۹۶، اتیوپی به سیزده استان تقسیم گشته بود که اکثر آن‌ها ریشه در مقاطع تاریخی داشتند. در حال حاضر اتیوپی دارای یک نظام حکومتی ردیفی است که متشکل است از دولت فدرال که نظارت بر ایالات محلی نژادی، شهرستان‌ها، بخش‌ها (ورداها) و (کبله‌های) مجاور را برعهده دارد.

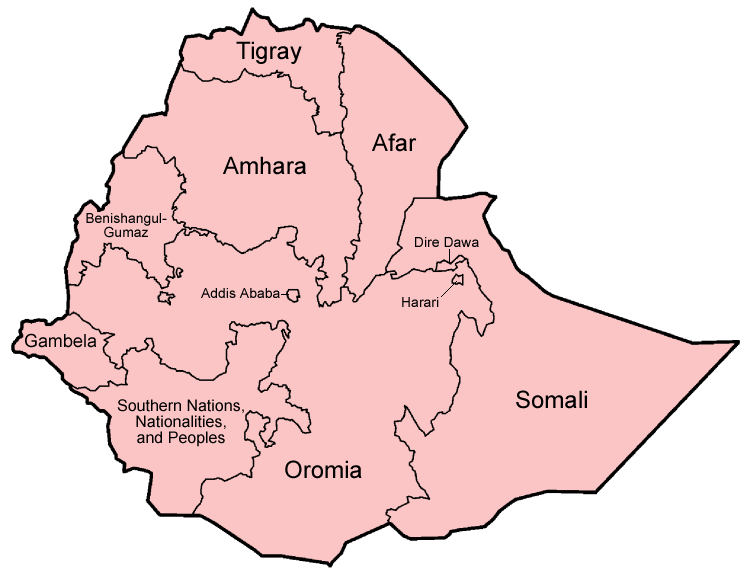

اتیوپی به نه استان نظارتی قومی بنام ("کیلیلوچ" مفرد "کیلی") تقسیم گردیده که این استان‌ها نیز به نوبه خود به شصت و هشت شهرستان و دو شهر شاخص (" استه دادر اکابابی وچ" مفرد "استه دادراکابابی"): آدیس آبابا و دیرداوه (در روی نقشه به ترتیب زیر مجموعه‌های ۱ و ۵) تقسیم گردیده‌اند. این مناطق در مرحله بعدی تقسیم‌بندی، به ۵۵۰ "وره داس" و ۶ "وره داس" ویژه تقسیم می‌شوند.
بر طبق قانون اساسی قدرت گسترده‌ای به ایالات محلی تفویض گشته بطوریکه آن‌ها بر اساس نظامنامه دولت فدرال، قادر به تأسیس دولت و دمکراسی خاص خودشان می‌باشند. هر منطقه دارای شورای محلی بوده که اعضای آن به صورت مستقیم برای نمایندگی آن محل انتخاب می‌شود و شورا دارای قدرت قانونگذاری و مدیریت امور داخلی استان است. ماده ۳۹ قانون اساسی اتیوپی از آن فراتر رفته و به هر یک از این ایالات محلی حق انتزاع از اتیوپی را اعطاء نموده‌است. به‌هرحال این مسئله مورد بحث است که چه مقدار از قدرت تفویضی در قانون در واقعیت اعطاء می‌گردد.
این شوراها قیمومیت خود را از طریق کمیته‌های اجرائی و دفاتر محلی بخشی اعمال می‌نمایند. ساختار استادانه این شوراها، کمیته‌های اجرائی و موسسات عمومی بخشی در سطوح بعدی آن (وره دا) نیز اعمال شده‌است.